# Atractodes romani
Atractodes romani är en stekelart som beskrevs av Jussila 1979. Atractodes romani ingår i släktet Atractodes och familjen brokparasitsteklar. Arten är reproducerande i Sverige. Inga underarter finns listade.